# لي هوا (رسام)
لي هوا (بالصينية: 李桦) هو رسام صيني، ولد في 6 مارس 1907 في بانيو، غوانجو في الصين، وتوفي في 5 مايو 1994 في بكين في الصين.